# Złynka (Ukraina)
Złynka (ukr. Злинка) – wieś na Ukrainie, w obwodzie kirowohradzkim, w rejonie nowoukraińskim, siedziba hromady. W 2001 liczyła 5178 mieszkańców, spośród których 3007 wskazało jako ojczysty język ukraiński, 2119 rosyjski, 32 mołdawski, 4 białoruski, 15 ormiański, a 1 inny. W 2008 liczyła 4684 mieszkańców.

## Urodzeni
- Stiepan Naumienko